# Hagen Fleischer

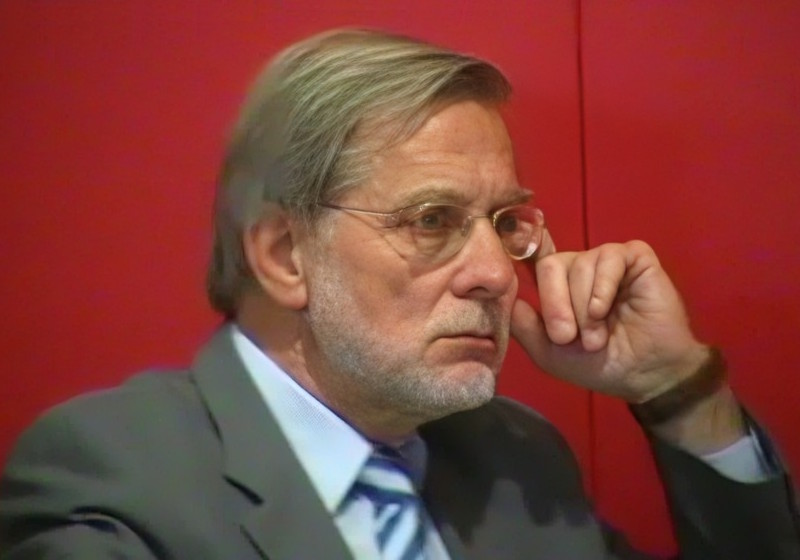
Hagen Fleischer

Hagen Fleischer (griechisch Χάγκεν Φλάισερ; * 8. Januar 1944 in Wien) ist ein deutsch-griechischer Historiker.

## Leben
Fleischer studierte Geschichte und Publizistik an der Freien Universität Berlin, wo er 1977 promoviert wurde. Seit 1977 lebt er in Griechenland, seit 1985 besitzt er neben der deutschen die griechische Staatsbürgerschaft.
Er war als Korrespondent für verschiedene deutsche Zeitungen tätig. Als wissenschaftlicher Mitarbeiter war er für die Akademie von Athen tätig. Von 1981 bis 1991 unterrichtete er an der Universität Kreta und gehörte von 1987 bis 1988 als griechischer Vertreter der Internationalen Historikerkommission zur Waldheim-Affäre an.

Seit 1992 lehrt Fleischer an der Universität Athen als Professor für Neuere Geschichte mit dem Schwerpunkt Griechische Geschichte des 20. Jahrhunderts. Er forscht vor allem zur nationalsozialistischen Besatzungspolitik in Europa und den Folgen des Zweiten Weltkriegs. 
2018 wurde er mit dem Verdienstkreuz Erster Klasse des Verdienstordens der Bundesrepublik Deutschland ausgezeichnet.

## Veröffentlichungen
- Im Kreuzschatten der Mächte: Griechenland 1941–44. Okkupation, Resistance, Kollaboration. Lang, Frankfurt am Main 1986, ISBN 3-8204-8581-3 (aktualisierte Dissertation. Freie Universität Berlin 1977/1978).
  - Griechische Übersetzung:  Στέμμα και Σβάστικα. Η Ελλάδα της Κατοχής και της Αντίστασης, 1941–1944. 2 Bände. Athen 1988/1995.
- (Mitarbeit): Geschichte der deutschen Kriegswirtschaft 1939–1945. Band 3: 1943–1945. 2 Teile. Saur, München 1999/2003.
- mit Loukia Droulia (Hrsg.): Von Lidice bis Kalavryta: Widerstand und Besatzungsterror. Studien zur Repressalienpraxis im Zweiten Weltkrieg (= Nationalsozialistische Besatzungspolitik in Europa 1939–1945. Band 8). Metropol, Berlin 1999, ISBN 3-932482-10-7.
- Οι πόλεμοι της μνήμης: Ο Β΄ Παγκόσμιος Πόλεμος στη δημόσια ιστορία. Nephele, Athen 2008, ISBN 978-960-211-893-1.
- mit Despina Konstantinakou: Ad calendas graecas? Griechenland und die deutsche Wiedergutmachung. In: Hans-Günter Hockerts, Claudia Moisel, Tobias Winstel (Hrsg.): Grenzen der Wiedergutmachung: Die Entschädigung für NS-Verfolgte in West- und Osteuropa. Wallstein, Göttingen 2006, ISBN 978-3-8353-0005-7, S. 375–457 (eingeschränkte Vorschau in der Google-Buchsuche).